# Senecú
Senecú era el pueblo Piro més al sud de Nou Mèxic abans de la revolta pueblo de 1680. Es trobava al marge oest del riu Grande a la vista de San Pasqual. També pot haver estat en les proximitats de la Black Mesa, que està prop de San Marcial. No obstant això, la ubicació del lloc real és desconegut.
El nom original del poble s'ha transcrit com 'Tze-no-que, Tzen-o-cue, o She-an-ghua. Això s'ha traduït com "conca de l'ull " o "forat de la primavera".

## Història
El pueblo va ser ocupat pels indis Piro abans de l'exploració espanyola de la zona. Sembla haver estat descrit pels espanyols ja en 1581 en les revistes de l'expedició de Chamuscado i Rodríguez. En 1598 l'expedició de Juan de Oñate va descriure un "Tzenaquel de la Mesilla" que va ser el primer assentament que es van trobar durant el viatge a través de Nou Mèxic.
La missió espanyola de San Antonio de Padua va ser construïda en la dècada de 1620 a Senecú. La missió va sobreviure durant gairebé mig segle, però tant el pueblo com la missió van ser destruïts pels assaltants apatxes el 23 de gener de 1675. Un sacerdot franciscà va morir durant l'atac, però molts piro i espanyols van sobreviure.
Luis López, l'homònim de la localitat de Luis López, va ser l'alcalde de Senecú en 1667.
El pueblo fou reassentat en novembre o desembre de 1677 per més de 100 famílies d'indis cristians. Va ser abandonat un cop més durant la rebel·lió pueblo de 1680, quan els piro va seguir als espanyols de Nou Mèxic. En lloc de tornar a Nou Mèxic la gent d'aquest poble es van establir al districte d'El Paso en un poble anomenat Senecú del Sur. Hi ha rumors que alguns piro es va quedar a Nova Mèxic però tanmateix Diego de Vargas no va trobar ningú que habités el poble quan va passar-hi en 1691 i 1692. El pueblo no va ser restablert després de la reconquesta espanyola. Les ruïnes del pueblo eren visibles per als viatgers durant tot el segle xviii, però no se'ls ha tornat a veure des de llavors.